# Asperdaphne legrandi
Asperdaphne legrandi é uma espécie de gastrópode do gênero Asperdaphne, pertencente a família Raphitomidae.